# Nowe przygody Mikołajka. Tom 2
Nowe przygody Mikołajka. Tom 2 (fr. Histoires inédites du Petit Nicolas-Volume 2) – druga część książek o Nowych przygodach Mikołajka. Książkę napisał René Goscinny, zaś ilustracje stworzył Jean-Jacques Sempé. Książkę na język polski przełożyła Barbara Grzegorzewska w 2006. Wydanie we Francji nastąpiło w 2006, a w Polsce w 2007. W książce jest 45 opowiadań podzielonych na 5 rozdziałów. Każdy rozdział zaczyna się od tytułu pierwszego opowiadania w rozdziale.

## Audiobook
W 2009 roku wydawnictwo Znak wydało „książkę do słuchania” (ISBN 978-83-240-1212-1) czytaną przez Jerzego Stuhra i Macieja Stuhra. Edycja zawiera 6 płyt audio CD i 1 płytę w formacie mp3. Całkowity czas nagrania to 390 minut i 2 sekundy.